# Gallionellales
Las Gallionellales son un orden de bacterias del hierro que pertenecen a la clase Betaproteobacteria.
Son vibrios (forma de frijol) cuya energía deriva de la oxidación de ion ferroso (Fe II) con oxígeno, el metabolismo es quimioautolitotrofo y pH neutro. A veces tienen apéndices retorcidos filamentosos que parten de la parte media cóncava de la bacteria, como en la Gallionella de la imagen.
La primera especie descrita fue Gallionella ferruginea en 1836 por Ehrenberg.